# Nuria Domínguez Asensio
Nuria Domínguez Asensio (Toronto, 30 de enero de 1974) es una remera española. Su especialidad es el skiff o par individual (Wx1) y es internacional desde 1991.

## Biografía
Es la primera remera española finalista en unos Juegos Olímpicos, y ha participado en tres ocasiones consecutivas en esta competición: Atlanta 1996, Atenas 2000 y Pekín 2004, obteniendo diploma olímpico en el año 2000.
Afincada en Pontevedra, pertenece al Club de Remo Robaleira, aunque comenzó su carrera en el Real Círculo de Labradores, practica el remo desde los 14 años. Ha ganado el Campeonato de España más de una decena de veces, en siete ocasiones el Campeonato de España de Remoergómetro, fue nombrada remera del mes por la revista World Rowing en mayo de 2009. Además tiene el récord de España de remoergómetro de peso ligero desde 1996 con un tiempo de 6:56,0, además del absoluto con 6:49,0 batido en 2003. Es diplomada en fisoterapia. 

## Clubes
- Real Círculo de Labradores: 2000-2008
- Club de Remo do Miño: 2009-2011
- Club de Remo de Tui: 2012-2014
- Club de Remo Robaleira: 2015

## Palmarés deportivo
- Juegos olímpicos
  - XXIX JJ. OO. Pekín 2008, Puesto 14 (7:36.12) Skiff
  - XXVIII JJ. OO. Atenas 2004, Diploma Olímpico (Puesto 6) (7:49.11) Skiff
- Campeonato del Mundo
  - Eton 2006, Puesto 9 (7:32.26), Skiff
  - Gifu 2005. Puesto 13 (7:54.93) Skiff
  - Múnich 2007. Puesto 12 (7:55.77) Skiff
  - Poznan 2009.Puesto 14 (08:41.42) Skiff
- Juegos del mediterráneo
  - XIV. JJ.MM. Túnez 2001, Diploma (Puesto 4), Skiff
  - XV JJ.MM. Almería 2005, Medalla de Bronce (3:51.01), Skiff
  - XVI JJMM Pescara 2009, Medalla de Oro (00:07:53.46) Skiff